# Бахтыгозины
Бахтыгозины ( Бахтогозины) — старинный дворянский род, из татарских князей.
Род этой фамилии берёт своё начало от Кадомского татарина Араслана Канбулинова, который был вёрстан поместьем в 1667 году. В Боярской книге за 1690 год записан стольник, князь Никита Будашевич Бахтогозин.
Род Бахтыгозиных был записан в шестую часть дворянской родословной книги Тамбовской губернии Российской империи.